# Wang Yilyu
Wang Yilyu (kinesiska: 王懿律; pinyin: Wáng Yìlǜ), född 8 november 1994, är en kinesisk badmintonspelare.

## Karriär
Vid olympiska sommarspelen 2020 i Tokyo var Yilyu och Huang Dongping andraseedade i mixeddubbeln. De tog guld i tävlingen efter att ha besegrat Zheng Siwei och Huang Yaqiong i finalen.